# Laura Temple
Annie Laura Temple (3 de agosto de 1865-23 de junio de 1949,  Jefferson, Pennsylvania Estados Unidos) fue una misionera docente estadounidense, radicada en México. Fue presidenta de la Sociedad Mexicana de Educación.
Temple fue hija de Samuel Wylie Temple y Annie J. Smith Temple. Se formó como maestra en la State Normal School en Edinboro y asistió a Allegheny College, donde obtuvo una licenciatura en 1893 y una maestría. También estudió la  maestría en arqueología en la Universidad de California .

## Carrera profesional
Bajo el auspicio de la Sociedad Misionera Extranjera de la Iglesia Metodista Episcopal. Fue nombrada directora de la escuela Hijas de Juárez en la Ciudad de México en 1903. Además, fundó y dirigió  el colegio  Sara L. Keen Methodist en la Ciudad de México, que ofrecía cursos comerciales y de formación docente. Finalmente, fue presidenta de la Sociedad Mexicana de Educación. En 1912, Temple estaba en los Estados Unidos para asistir a conferencias misionales en Baltimore y en otros lugares.
Durante la Revolución Mexicana  fue la única  misionera estadounidense que no evacuó la ciudad en 1914, "Si estuviera en los Estados Unidos, me ofrecería como voluntario para venir aquí para el servicio de la Cruz Roja. Ahora que estoy aquí, ¿por qué debería irme cuando tengo la oportunidad de servir?" 
Después de la Revolución, fundó y dirigió Granja, una escuela agrícola para niños huérfanos, en Chapultepec.
Temple se involucró en proyectos arqueológicos en México, considerada experta en códices mexicanos. En 1923, formó parte de un proyecto dirigido por Byron Cummings, que estudiaba los antiguos pueblos navajos del norte de Arizona.